# Riskware
Als Riskware bezeichnet man Computerprogramme, die von ihrem Urheber (z. B. seriösen Softwarefirmen) zwar nicht programmiert wurden, um Schaden anzurichten, jedoch sicherheitskritische Funktionen aufweisen. Diese Funktionen können zum Beispiel zum Beenden oder Neustarten laufender Prozesse oder gar zum Fernsteuern des Computers benutzt werden.
Riskware kann von schädlichen Programmen installiert, gestartet und missbraucht werden, deshalb melden auch Virenscanner Riskware in bestimmten Fällen.